# Sardinská rallye 2017
Sardinská rallye 2017 (oficiálně 14º Rally d'Italia Sardegna) byl 7. podnik Mistrovství světa v rallye 2017 (WRC), který konal na Sardinii 8. až 11. června 2017. Trať měla celkem 312,66 km. Závod se jel na šotolině. Vítězem v nejvyšší kategorii se stal estonský jezdec Ott Tänak, který tak slavil své první vítězství na Mistrovství světa v rallye. V kategorii WRC 2 zvítězil český jezdec Jan Kopecký a ve WRC 3 Španěl Nil Solans s vozem Ford Fiesta R2T.

## Průběh závodu

### 1. etapa
První etapa Sardinské rallye měla celkem 9 rychlostních zkoušek o délce 127,46 km. První a zároveň nejkratší test celého podniku Ittiri Arena Show o délce 2 km se jel 8. června a zbývajících 8 bylo naplánováno na 9. červen. První rychlostní zkoušku zvládl nejlépe Belgičan Thierry Neuville. Estonská posádka Ott Tänak a Martin Järveoja ztratila 0,2 sekundy. Španěl Dani Sordo byl 0,2 sekundy za Tänakem. Do jedné vteřiny se vešlo celkem 6 posádek.
Druhou erzetu nejlépe zajel Kris Meeke, který se tak dostal do čela celkového pořadí. Druhý nejrychlejší čas měl Fin Juho Hänninen (Toyota, + 0,5 s) a Novozélanďan Hayden Paddon (Hyundai) ztratil 0,8 s. Tanäk měl se ztrátou 7,8 s osmý čas. Třetí test nejlépe zvládl Juho Hänninen, jenž ve vedení vystřídal Meeka. Meeke klesl na 2. místo, Paddon držel třetí místo. Čtvrtá rychlostní zkouška se povedla nejlépe Španělu Danielu Sordovi, který se posunul na 5. místo. Díky lepšímu času se dostal do vedení znovu Kris Meeke, jenž vedl před druhým Paddonem o 0,8 s. Tänak se díky třetímu času posunul na 6. místo. Problémy měl český jezdec Martin Prokop, který po erzetě řekl: „Při brzdění upadlo kolo. Ustřihl se šroub na zavěšení. Nevíme proč, možná to byl následek defektu nebo jen zradil materiál.“ Potíže postihly také Evanse, který se dostal mimo trať. Pátá rychlostní zkouška znamenala konec nadějí pro Krise Meeka, který šel na 4,6km přes střechu. Do cíle dojel se ztrátou s více než 7minutovou ztrátou. V servisu Meeke řekl: „Stalo se to na 2. nebo 3. km testu. Jeli jsme na čtyřku, když jsem ťuknul pravým zadkem o břeh a ten nás poslal na střechu. Do té doby bylo vše OK. Jel jsem v klidu, cítil jsem se dobře a snažil se neudělat nějakou hloupost.“ Problémy hlásil také Dani Sordo, který měl potíže s motorem a klesl na 9. místo. Po erzetě řekl: „Nevím co se děje, máme něco s motorem. Od půlky RZ nemáme výkon. Neuvěřitelné, ale to je život.“ Rychlostní zkoušku vyhrál domácí jezdec Esapekka Lappi (Toyota), který najel na Østberga 3,3 s, Paddona 3,7 s a Tänak 4,3 s. Do vedení se tedy dostal Paddon, jehož náskok na Hänninena byl 4,3 s. Méně než minutu na Paddona měli Østberg (+ 4,4 s), Tänak (+ 14,7 s), Neuville (+ 19,6 s), Jari-Matti Latvala (Toyota, + 21,8 s), Sébastien Ogier (Ford, + 37,7 s) a Nor Andreas Mikkelsen (Citroën, + 53,4 s).
Šestý rychlostní test vyhrál znovu Esapekka Lappi, který porazil Paddona o 1,2 s a Tänaka o 1,7 s. Do deseti sekund se na trati Terranova 2 o délce 14,54 km dostalo celkem 8 posádek. Daniel Sordo znovu hlásil potíže s výkonem motoru a erzetu dokončil se ztrátou 4:14.3 i kvůli penalizaci na 36. místě. Ztráta znamenala další propad o 8 pozic na 17. místo. Sedmou erzetu nejlépe zvládnul Lappi, který nejel na Neuvilla a Latvalu 1,3 s. Mimo Sordova přetrvávajícího problému s motorem problémy postihly i Neuvilla, který dostal defekt. Nauville poté řekl: „Na levé zadní pneu chybí kus gumy z boku a na pravé zadní má defekt. "Nevím, kde jsme k tomu přišli, ale tlačil jsem tvrdě.“ Osmý rychlostní test vyhrál Španěl Daniel Sordo, který měl na Latvalu 8,2 s a Neuvilla 8,3 s. Do TOP3 se dostal Neuville, který ztrácel na Paddona 8,8 s. Ott Tänak se se ztrátou 14,1 s propadl na šesté místo. V devátém testu byl nejrychlejší Daniel Sordo před Lappim o 3,2 s a Tänakem o 3,6 s. Propad o 4 pozice zaznamenal Häninen, který do cíle dojel s poškozeným předkem a trubkami od chladiče, z nichž unikala chladicí kapalina. Kaj Linstrom krátce o projetí cílem vysvětlil, co se stalo: „Trefili jsme břeh.“ Na 3. místo se díky dobrému času a problému Häninena dostal Ott Tänak.
Pořadí po 1. etapě
| 1 | Hayden Paddon      | Hyundai | 1:31:02,6 | 6  | Juho Hänninen     | Toyota  | + 38,0   |
| 2 | Thierry Neuville   | Hyundai | + 8,2     | 7  | Sébastien Ogier   | Ford    | + 41,0   |
| 3 | Ott Tänak          | Ford    | + 9,5     | 8  | Esapekka Lappi    | Toyota  | + 1:05,3 |
| 4 | Jari-Matti Latvala | Toyota  | + 9,8     | 9  | Andreas Mikkelsen | Citroën | + 1:57,9 |
| 5 | Mads Østberg       | Ford    | + 14,7    | 10 | Eric Camilli      | Ford    | + 4:08,0 |

### 2. etapa
Druhá etapa Sardinské rallye měla celkem 6 rychlostních zkoušek o délce 143,16 km. Desátou rychlostní zkoušku Loelle 1 vyhrál 14,95 km, který porazil Jariho-Mattiho Latvalu (Toyota) o 4,0 s a Tänaka o 4,2 s. Hayden Paddon reagoval na podmínky na trati takto: „Hodně se práší, ale všem stejně. Je to možnost zatáhnout. Často nevidíte, kam jedete. O tom občas raly je, je to součást hry.“ Situaci obdobně okomentovali také Neuville „Po startu je vidět možná na 80 metrů. Není to bezpečné“, Mikkelsen „Cítím se v autě pohodlněji. Hodně se práší, musel jsem zastavit, protože jsem nic neviděl“ nebo Ogier „Náročný start, skrz prach není moc vidět“. Jedenáctá rychlostní zkouška nejlépe vyšla Neuvillovi, který na druhého Paddona najel 4,2 s a třetího Tänaka 5,1 s. Následující erzetu vyhrál Ott Tänak, který se posunul na 2. místo v pořadí. K posunu mu pomohly také problémy Neuvilla, který ztratil 1:07,0 kvůli problémům s brzdami: „Nebrzdí nám to, přišli jsme o brzdy už na posledních 200m předchozí RZ“. Problémy postihly také Østberga, který dostal defekt a propadl se na 8. místo. Další z Norů Mikkelsen nabral ztrátu 2:33,1, když na 5 km dostal defekt zadní pravé pneumatiky.
Ve třinácté erzetě se dostal do čela průběžného pořadí Ott Tänak, který zajel také nejlepší čas erzety. Hayden Paddon se propadl na 4. místo, když jeho vůz utrpěl poškození zavěšení pravého zadního kola a musel odstoupit s tím, že auto už není možné na místě opravit. Svou chybu okomentoval následovně: „Amatérská chyba – absulutně hloupá chyba. Zatočil jsem příliš brzy a trefil břeh. Myslím, že jsem zlomil poloosu. Je to směšné.“ Smolnou erzetu zažil také Dani Sordo, který dostal defekt hned 1 km po startu a dokončil ji se ztrátou 19,9 s. Ve čtrnácté erzetě Ott Tänak zajel potřetí za sebou nejrychlejší čas, když najel na Neuvilla 0,8 s a Latvalu 3,5 s. „Snažil jsme se jet čistě. Je těžké na takto hrubém povrchu šetřit pneumatiky. Na Monte Lerno se budeme snažit jet stejně“, řekl Tänak. Celkově měl Tänak na druhého Latvulu rovných 20 s, třetí Neuville už měl více než minutovou ztrátu. Poslední test dne nejlépe sedl Esapekka Lappi. Na druhého Neuville ztratil 0,1 s a třetí Tänak navýšil svůj náskok na Latvalu o 1,9 s na 24,3 s. Tänak poté řekl: „Odpoledne bylo překvapivě dobré, doposud dobrá jízda. Teď můžeme přidat. Nevidím žádný důvod, proč by měl být Latvala zítra rychlejší“.
Pořadí po 2. etapě
| 1 | Ott Tänak          | Ford    | 2:56:37,3 | 6  | Sébastien Ogier   | Ford    | + 3:26,1 |
| 2 | Jari-Matti Latvala | Toyota  | + 24,3    | 7  | Mads Østberg      | Ford    | + 3:56,0 |
| 3 | Thierry Neuville   | Hyundai | + 1:02,2  | 8  | Andreas Mikkelsen | Citroën | + 7:47,6 |
| 4 | Esapekka Lappi     | Toyota  | + 2:10,8  | 9  | Jan Kopecký       | Škoda   | + 9:52,9 |
| 5 | Juho Hänninen      | Toyota  | + 2:42,1  | 10 | Eric Camilli      | Ford    | + 9:53,8 |

### 3. etapa
Třetí etapa Sardinské rallye měla celkem 4 rychlostních zkoušek o délce 42,04 km. Cala Flumini měřila 14,06 km a Sassari – Argentiera 6,96 km. Obě erzety se jely dvakrát. Šestnáctou erzetu vyhrál Hayden Paddon (Hyundai), který porazil Latvalu o 0,9 s a Craiga Breena (Citroën) o 1,6 s. Tänak zaostal o 6,4 s. Latvala snížil svou ztrátu na Tänaka na 18,8 s. Třetí Thierry Neuville měl ztrátu už 1.06,4 na prvního Tänaka. V sedmácté erzetě byly nejrychlejší piloti stáje Hyundai. Test vyhrál Dani Sordo, který najel na druhého Neuvilla 7,5 s. Tänak byl třetí se ztrátou 8,7 s. Tänakův nejbližší pronásledovatel Latvala zaznamenal ztrátu 15,4 s a navýšil svoji ztrátu na Tänaka na 25,5 s. Český jezdec Martin Prokop měl problémy, o kterých řekl: „Na předchozí RZ jsme přišli o zadní diferenciál, takže jedeme jen na přední pohon. Toto není naše rally, pokusíme se dojet.“ Tänak měl naopak potíže s prachem: „Má plné auto prachu, asi je někde díra. Vidíte to sami - skoro nevidím. Musíme to zkusit opravit.“
Osmnáctý rychlostní test nejlépe zvládli jezdci Toyoty, když obsadili první 2 místa. Nejlepší z nich byl Lappi, který najel na Latvalu 1,5 s. Ogier měl ztrátu 2,0 s Tänak 3,6 s. Poslední erzetu nejlépe zajel Lappi, který získal 5 bodů za 1. místo v powerstage. Čtyři body si připsal Sordo, tři body za 3. místo získal Ogier, 2 body Neuville a 1 bod za 5. místo Latvala. Ott Tänak o svém prvním vítězství ve WRC řekl: „Co můžu říct - je to skvělé! Obtížný víkend, ale první půlka sezony byla skvělá. Nové auto a silný týmový kolega mě přiměli přidat. Doufám, že je to první vítězství z mnoha. Vypadá to, že jsme silný tým a máme dobré auto.“ Třetí Neuville řekl: „Dali jsme do toho všechno, ale cesta nebyla pro naše auto dokonalá, nemohl jsem ho zvýšit. Smůla, že jsme měli potíže s brzdami, jinak bychom pravděpodobně vyhráli. Úžasný výkon od auta i týmu.“ Pátý Ogier, který se v poslední RZ dostal před Hänninena řekl: „Nebyl to pro nás nejlepší víkend z pohledu mistrovství, ale co můžeme dělat? Teď jsem to zkusil, ale je tu hodně velkých kamenů. Je to tak trochu loterie. Jestli Ott vyhraje, zaslouží si to a bylo by to skvělé pro tým.“

## Výsledky

### Celkové výsledky
| #                     | Jezdec              | Navigátor           | Vůz                   | Tým                          | Třída        | Čas       | Rozdíl   | Body |
| --------------------- | ------------------- | ------------------- | --------------------- | ---------------------------- | ------------ | --------- | -------- | ---- |
| Absolutní klasifikace |                     |                     |                       |                              |              |           |          |      |
| 1.                    | Ott Tänak           | Martin Järveoja     | Ford Fiesta WRC       | M-Sport World Rally Team     | WRC          | 3:25:15.1 |          | 25   |
| 2.                    | Jari-Matti Latvala  | Miikka Anttila      | Toyota Yaris WRC      | Toyota GAZOO Racing WRC      | WRC          | 3:25:27.4 | +12.3    | 19   |
| 3.                    | Thierry Neuville    | Nicolas Gilsoul     | Hyundai i20 Coupe WRC | Hyundai Motorsport           | WRC          | 3:26:22.8 | +1:07.7  | 17   |
| 4.                    | Esapekka Lappi      | Janne Ferm          | Toyota Yaris WRC      | Toyota GAZOO Racing WRC      | WRC          | 3:27:28.0 | +2:12.9  | 17   |
| 5.                    | Sébastien Ogier     | Julien Ingrassia    | Ford Fiesta WRC       | M-Sport World Rally Team     | WRC          | 3:28:40.4 | +3:25.3  | 13   |
| 6.                    | Juho Hänninen       | Kaj Lindström       | Toyota Yaris WRC      | Toyota GAZOO Racing WRC      | WRC          | 3:28:53.6 | +3:38.5  | 8    |
| 7.                    | Mads Østberg        | Ola Fløene          | Ford Fiesta WRC       | M-Sport World Rally Team     | WRC          | 3:31:46.9 | +6:31.8  | 6    |
| 8.                    | Andreas Mikkelsen   | Anders Jæger        | Citroën C3 WRC        | Citroën Total Abu Dhabi WRT  | WRC          | 3:33:22.9 | +8:07.8  | 4    |
| 9.                    | Eric Camilli        | Benjamin Veillas    | Ford Fiesta R5        | M-Sport World Rally Team     |              | 3:36:30.9 | +11:15.8 | 2    |
| 10.                   | Jan Kopecký         | Pavel Dresler       | Škoda Fabia R5        | Škoda Motorsport II          | WRC-2        | 3:36:36.5 | +11:21.4 | 1    |
| WRC Trophy            |                     |                     |                       |                              |              |           |          |      |
| 1. (13.)              | Yazeed Al-Rajhi     | Michael Orr         | Ford Fiesta RS WRC    | Yazeed Racing                | WRC-T        | 3:43:24.4 |          | 25   |
| 2. (11.)              | Jean-Michel Raoux   | Laurent Magat       | Citroën DS3 WRC       |                              | WRC-T        | 3:58:03.7 | +14:39.3 | 18   |
| 3. (14.)              | Martin Prokop       | Jan Tománek         | Ford Fiesta RS WRC    | Jipocar Czech National Team  | WRC-T        | 4:20:28.5 | +37:04.1 | 15   |
| WRC 2                 |                     |                     |                       |                              |              |           |          |      |
| 1. (9.)               | Jan Kopecký         | Pavel Dresler       | Škoda Fabia R5        | Škoda Motorsport II          | WRC-2        | 3:36:36.5 |          | 25   |
| 2. (11.)              | Ole Christian Veiby | Stig Skjærmoen      | Škoda Fabia R5        | Printsport                   | WRC-2        | 3:38:52.9 | +2:16.4  | 18   |
| 3. (14.)              | Takamoto Katsuta    | Marko Salminen      | Ford Fiesta R5        | Tommi Mäkinen Racing         | WRC-2        | 3:43:38.4 | +7:01.9  | 15   |
| 4. (15.)              | Yohan Rossel        | Benoît Fulcrand     | Citroën DS3 R5        |                              | WRC-2        | 3:47:21.4 | +10:44.9 | 12   |
| 5. (19.)              | Pierre-Louis Loubet | Vincent Landais     | Ford Fiesta R5        |                              | WRC-2        | 4:00:26.2 | +23:49.7 | 10   |
| 6. (27.)              | Łukasz Pieniążek    | Mazur Przemysław    | Peugeot 208 T16       | Trt Peugeot World Rally Team | WRC-2        | 4:13:41.7 | +37:05.2 | 8    |
| WRC 3 / Junior WRC    |                     |                     |                       |                              |              |           |          |      |
| 1. (18.)              | Nil Solans          | Miquel Ibáñez Sotos | Ford Fiesta R2T       |                              | WRC-3 / JWRC | 4:00:07.8 |          | 25   |
| 2. (20.)              | Nicolas Ciamin      | Thibault de la Haye | Ford Fiesta R2T       |                              | WRC-3 / JWRC | 4:00:53.9 | +46.1    | 18   |
| 3. (22.)              | Julius Tannert      | Jürgen Heigl        | Ford Fiesta R2T       | ADAC Sachsen                 | WRC-3 / JWRC | 4:03:28.6 | +3:20.8  | 15   |
| 4. (23.)              | Terry Folb          | Christopher Guieu   | Ford Fiesta R2T       |                              | WRC-3 / JWRC | 4:04:49.0 | +4:41.2  | 12   |
| 5. (24.)              | Denis Rådström      | Johan Johansson     | Ford Fiesta R2T       |                              | WRC-3 / JWRC | 4:07:04.9 | +6:57.1  | 10   |

### Rychlostní zkoušky
| Den                   | Etapa | Název                                | Délka    | Vítěz            | Vůz                   | Čas     | Leader           |
| --------------------- | ----- | ------------------------------------ | -------- | ---------------- | --------------------- | ------- | ---------------- |
| 1. etapa (8. červen)  | SS1   | Ittiri Arena Show                    | 2.00 km  | Thierry Neuville | Hyundai i20 Coupe WRC | 2:01.8  | Thierry Neuville |
| 2. etapa (9. červen)  | SS2   | Terranova 1                          | 14.54 km | Kris Meeke       | Citroën C3 WRC        | 10:14.1 | Kris Meeke       |
| 2. etapa (9. červen)  | SS3   | Monte Olia 1                         | 19.05 km | Juho Hänninen    | Toyota Yaris WRC      | 13:25.8 | Juho Hänninen    |
| 2. etapa (9. červen)  | SS4   | Tula 1                               | 15.00 km | Dani Sordo       | Hyundai i20 Coupe WRC | 11:51.2 | Kris Meeke       |
| 2. etapa (9. červen)  | SS5   | Tergu - Osilo 1                      | 14.14 km | Esapekka Lappi   | Toyota Yaris WRC      | 9:06.3  | Hayden Paddon    |
| 2. etapa (9. červen)  | SS6   | Terranova 2                          | 14.54 km | Esapekka Lappi   | Toyota Yaris WRC      | 9:59.5  | Hayden Paddon    |
| 2. etapa (9. červen)  | SS7   | Monte Olia 2                         | 19.05 km | Esapekka Lappi   | Toyota Yaris WRC      | 13:04.9 | Hayden Paddon    |
| 2. etapa (9. červen)  | SS8   | Tula 2                               | 15.00 km | Dani Sordo       | Hyundai i20 Coupe WRC | 11:38.5 | Hayden Paddon    |
| 2. etapa (9. červen)  | SS9   | Tergu - Osilo 2                      | 14.14 km | Dani Sordo       | Hyundai i20 Coupe WRC | 8:53.2  | Hayden Paddon    |
| 3. etapa (20. červen) | SS10  | Coiluna - Loelle 1                   | 14.95 km | Hayden Paddon    | Hyundai i20 Coupe WRC | 8:00.8  | Hayden Paddon    |
| 3. etapa (20. červen) | SS11  | Monti di Ala' 1                      | 28.52 km | Thierry Neuville | Hyundai i20 Coupe WRC | 17:02.8 | Hayden Paddon    |
| 3. etapa (20. červen) | SS12  | Monte Lerno 1                        | 28.11 km | Ott Tänak        | Ford Fiesta WRC       | 17:54.5 | Hayden Paddon    |
| 3. etapa (20. červen) | SS13  | Coiluna - Loelle 2                   | 14.95 km | Ott Tänak        | Ford Fiesta WRC       | 7:52.0  | Ott Tänak        |
| 3. etapa (20. červen) | SS14  | Monti di Ala' 2                      | 28.52 km | Ott Tänak        | Ford Fiesta WRC       | 16:48.1 | Ott Tänak        |
| 3. etapa (20. červen) | SS15  | Monte Lerno 2                        | 28.11 km | Esapekka Lappi   | Toyota Yaris WRC      | 17:35.8 | Ott Tänak        |
| 4. etapa (21. červen) | SS16  | Cala Flumini 1                       | 14.06 km | Hayden Paddon    | Hyundai i20 Coupe WRC | 8:58.3  | Ott Tänak        |
| 4. etapa (21. červen) | SS17  | Sassari - Argentiera 1               | 6.96 km  | Dani Sordo       | Hyundai i20 Coupe WRC | 5:10.0  | Ott Tänak        |
| 4. etapa (21. červen) | SS18  | Cala Flumini 2                       | 14.06 km | Esapekka Lappi   | Toyota Yaris WRC      | 8:46.9  | Ott Tänak        |
| 4. etapa (21. červen) | SS19  | Sassari - Argentiera 2 [Power Stage] | 6.96 km  | Esapekka Lappi   | Toyota Yaris WRC      | 5:10.5  | Ott Tänak        |

### Power Stage
| Pozice | Jezdec             | Navigátor        | Vůz                   | Čas    | Rozdíl | Body |
| ------ | ------------------ | ---------------- | --------------------- | ------ | ------ | ---- |
| 1      | Esapekka Lappi     | Janne Ferm       | Toyota Yaris WRC      | 5:10.5 |        | 5    |
| 2      | Dani Sordo         | Marc Martí       | Hyundai i20 Coupe WRC | 5:10.9 | +0.4   | 4    |
| 3      | Sébastien Ogier    | Julien Ingrassia | Ford Fiesta WRC       | 5:11.8 | +1.3   | 3    |
| 4      | Thierry Neuville   | Nicolas Gilsoul  | Hyundai i20 Coupe WRC | 5:12.4 | +1.9   | 2    |
| 5      | Jari-Matti Latvala | Miikka Anttila   | Toyota Yaris WRC      | 5:12.8 | +2.3   | 1    |

## Stav mistrovství světa
|   | Pos. | Jezdec             | Body |
| - | ---- | ------------------ | ---- |
|   | 1    | Sébastien Ogier    | 141  |
|   | 2    | Thierry Neuville   | 123  |
| 1 | 3    | Ott Tänak          | 108  |
| 1 | 4    | Jari-Matti Latvala | 107  |
|   | 5    | Dani Sordo         | 70   |

|  | Pos. | Tovární tým                 | Body |
|  | ---- | --------------------------- | ---- |
|  | 1    | M-Sport World Rally Team    | 234  |
|  | 2    | Hyundai Motorsport          | 194  |
|  | 3    | Toyota GAZOO Racing WRC     | 143  |
|  | 4    | Citroën Total Abu Dhabi WRT | 97   |